# Arcangelisia
Arcangelisia Becc. – rodzaj roślin z rodziny miesięcznikowatych (Menispermaceae). Obejmuje co najmniej 3 gatunki występujące naturalnie w Azji Wschodniej i Południowo-Wschodniej.

## Systematyka
Pozycja systematyczna według APweb (aktualizowany system APG III z 2009)
Rodzaj z rodziny miesięcznikowatych (Menispermaceae).
Wykaz gatunków
- Arcangelisia flava (L.) Merr.
- Arcangelisia gusanlung H.S.Lo
- Arcangelisia tympanopoda (Lauterb. & K.Schum.) Diels